# 五步格
五步格（英語：Pentameter，字面意義為「計量為五」），一種詩的韻律（metre）。以五步格創作的詩，其中的每一個句子，都可以被分為五個音步（foot）。根據不同的規則，五步格又可以分成抑揚五步格（Iambic pentameter）或揚抑抑五步格（Dactylic pentameter）兩種。
在英詩中，五步格是最常被使用的格律。